# 정예진 (가수)
정예진은 대한민국의 가수다. 2019년 정규 앨범 《부르심의 여행》으로 데뷔했다.

## 방송
- CBS라디오조이 부르심의여행 - 진행
- 제27회 CBS 크리스천 뮤직 페스티벌 (2016) - 가창상

## 음반
- 제27회 CBS 크리스천뮤직페스티벌 (2017)
- 부르심의 여행 (2019)
- With You (토닥토닥) (2019)
- 오 주여 나의 마음이 (2020)

## 피처링
- 박종필 <아름다운 항기만 남긴 너> (2020)